# Uldras
Nel folklore lappone, gli Uldras sono creature che vivono nel sottosuolo. In loro si riscontra una certa somiglianza con gli gnomi, anche se sono privi di colore. Vivono insieme in grandi tribù. Alla loro autorità spesso sono assoggettate molte specie di animali selvaggi, quali: lupi, renne, alci, orsi. Sono molto amichevoli, ma in caso di ostilità con l'uomo possono provocare veri e propri disastri. Il sistema più odioso che utilizzano è quello di cospargere una polvere velenosa sul muschio delle renne, facendole morire.

## Fonti
- Wil Huygen, Gnomi (Leven en werken van de Kabouter), Rizzoli Editore, 1978, Milano, con illustrazioni di Rien Poortvliet